# IB3 Sat

IB3 Sat é um dos canais emitidos pelo Ens Públic de Radiotelevisió de les Illes Balears para toda a Europa.
Este canal tem como objectivo aproximar a televisão e cultura balear a todos os baleares que vivem fora das ilhas, tanto na Espanha como na Europa, assim como ao resto de cidadãos destas zonas.
A sua programação baseia-se principalmente em conteúdos de produção própria da IB3.